# Buejagt
Buejagt er jagt på vildt som foregår med bue og pil. Mange oprindelige folk har anvendt buejagt som den primære jagtmetode i flere tusinde år. I moderne tid er buejagt overgået til at blive anvendt fritidsaktivitet til jagt eller sport.
Den sidste person i Yahi-indianerstammen, Ishi, kom ud af sit skjul i Californien i 1911. Hans læge, Saxton Pope, lærte mange af Ishis traditionelle bueskydnings-teknikker og populariserede dem, og han bliver således ofte omtalt som grundlæggeren af moderne buejagt.
I England blev The Witchery of Archery udgivet i 1878, som det første værk på engelsk om buejagt.
Til forskel fra riffeljagt, der har en effektiv rækkevidde på over 180 m, så kan en jagtbue kun anvendes effektivt på en afstand mellem ca 2 og 38 m afhængig af byttet. Buejagt stiller derfor større krav til bruge af camouflage, jægerens evne til at snige sig og ligge stille.
I Danmark er buejagt tilladt, men det kræver både en bestået jagtprøve og buejagtprøve, der består af en teoretisk og praktisk del efter at have gennemført et obligatorisk kursus.